# علم الآثار في دولة الإمارات العربية المتحدة
كانت المنطقة المعروفة بالإمارات العربية المتحدة (إمارات الساحل المتصالح سابقًا) مأهولة سابقًا بسكان عدد من المستوطنات الساحلية والداخلية، وتشير البقايا البشرية إلى نمط من الهجرة والاستيطان يعود تاريخه إلى 125000 عام. امتدت استيطان ما قبل التاريخ في دولة الإمارات العربية المتحدة إلى العصر الحجري الحديث، مع عدد من العصور المميزة للاستيطان القديم بما في ذلك العصر الحجري العربي وثقافات بما في ذلك العصر الحجري العربي و العبيد الثقافات من 5000 إلى 3100 قبل الميلاد؛ فترة حفيت بمقابرها المميزة على شكل خلية نحل عصر جمدة نصر الفخارية، من 3200 إلى 2600 قبل الميلاد؛ فترة أم النار من 2600 إلى 2000 قبل الميلاد؛ ثقافة وادي سوق من 2000 إلى 1300 قبل الميلاد والعصور الحديدية الثلاثة في الإمارات العربية المتحدة.
امتد العصر الحديدي الأول في دولة الإمارات العربية المتحدة إلى 1200-1000 قبل الميلاد؛ العصر الحديدي الثاني، 1000-600 قبل الميلاد والعصر الحديدي الثالث من 600-300 قبل الميلاد. تبع ذلك عصر المليحة الهلنستي (أو أواخر ما قبل الإسلام)، من عام 300 قبل الميلاد فصاعدًا وحتى العصر الإسلامي الذي بدأ مع ذروة حروب الردة في القرن السابع.
وتنتشر بقايا المستوطنات والمدافن وغيرها من الأدلة الواسعة على الاستيطان البشري خلال هذه العصور في جميع أنحاء دولة الإمارات العربية المتحدة، مع العديد من الاكتشافات الشاملة للمواد الغنية على شكل فخار ومجوهرات وأسلحة وبقايا بشرية وحيوانية، مما يوفر لعلماء الآثار والباحثين فكرة مفيدة. صورة متطورة بشكل متزايد للمشاركة الطويلة الأمد في التجارة الإقليمية جنبًا إلى جنب مع الثقافات البدوية التي تكسب لقمة عيشها من البيئة الصحراوية والجبلية القاحلة وغير المضيافة في دولة الإمارات العربية المتحدة.
تمت أولى الحفريات الحديثة في الإمارات المتصالحة بقيادة فرق من متحف موسجارد الدنماركي في عام 1959 وركزت على جزيرة أم النار قبل المضي قدمًا في استكشاف خلية النحل مقابر في منطقة العين وما حولها (التي كانت تُعرف في كثير من الأحيان باسم البريمي) في إمارة أبو ظبي.

## الاكتشاف الأول

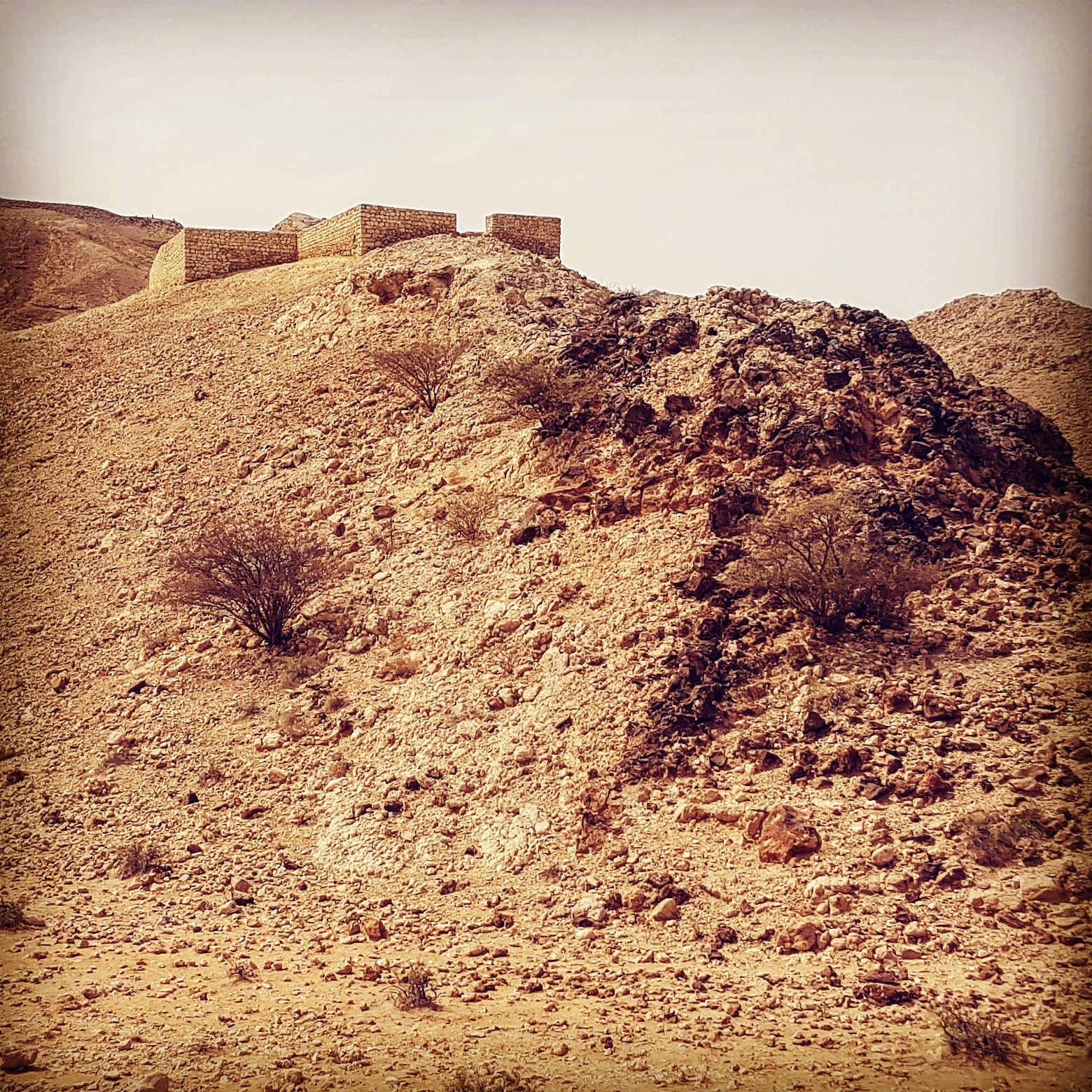
مبنى العصر الحديدي في جبل البحيص.

أولى التنقيبات الأثرية في الإمارات كانت عام 1959، بقيادة بيتر جلوب ومساعده جيفري بيبي. كان جلوب أستاذًا في جامعة آرهوس ومديرًا لـ متحف موسجارد. كان قد أجرى سلسلة من الحفريات في البحرين واتصل به مدير شركة أبو ظبي للمناطق البحرية المحدودة، وهي شركة نفط، تيمبل هيليارد، الذي دعاهم لزيارة بعض القبور التي عثر عليها في جزيرة أم النار (التي كانت تُعرف آنذاك باسم أم النار)، بعد أن وجهت إلى الموقع من قبل حاكم أبو ظبي آنذاك، الشيخ شخبوط بن سلطان آل نهيان. كان هيليارد قد قرر بالفعل أن المدافن "تذكرنا بالعصر البرونزي الموجود في البحرين". أثناء أعمال التنقيب في أم النار، قام شقيق الحاكم، الشيخ زايد بن سلطان آل نهيان بزيارة الحفريات وأخبر علماء الآثار بوجود العديد من هذه القطع الأثرية في العين. ودعاهم لزيارته وقادهم إلى مجموعة مكونة من حوالي 200 ركام من ركام الدفن - والتي تبين فيما بعد أنها مدافن في فترة حفيت. اصطحب زايد لاحقًا أعضاء الفريق الدنماركي إلى مواقع أخرى في المنطقة، بما في ذلك تل منخفض يُعرف الآن باسم الرميلة، وهو موقع مهم من العصر الحديدي.
كشفت الحفريات اللاحقة التي قامت بها فرق من العراق في السبعينيات عن موقع جبل بحيص، بالإضافة إلى الآثار القديمة ذات الأهمية الكبيرة مدينة الدور. ومنذ ذلك الحين، قامت فرق من جامعات في فرنسا وإسبانيا وألمانيا والأردن وأستراليا والمملكة المتحدة بإجراء حفريات في جميع أنحاء دولة الإمارات العربية المتحدة.

## عصور ما قبل التاريخ
يعرض مركز مليحة للآثار أدلة على أقدم الاكتشافات الأثرية في دولة الإمارات العربية المتحدة، وهي مجموعة فايا-1 التي تعود إلى عصور ما قبل التاريخ، والتي تؤرخ الاحتلال البشري في المنطقة إلى 130.000-120.000 قبل الميلاد، وربطت إلى حركة أول البشر المعاصرين أنثروبولوجيًا من إفريقيا ليسكنوا العالم، قبل اكتشافات سابقة عثر على تاريخ (50,000 سنة) في كهف ميسلية في جنوب بلاد الشام. اكتشاف جبل الفاية، صُنعت في عام 2011، وتتضمن فؤوسًا يدوية بدائية، بالإضافة إلى عدة أنواع من الكاشطات والمثقابات، التي تشبه تلك المستخدمة من قبل الإنسان الحديث المبكر في شرق إفريقيا. من خلال تقنية تأريخ بواسطة الضيائية الحرارية حدد عمر القطع الأثرية بـ 125000 سنة. قبل الاكتشاف في بلاد الشام،
كان هذا عثر على أقدم دليل على وجود الإنسان الحديث في أي مكان خارج أفريقيا، ويشير ضمنًا إلى أن الإنسان المعاصر غادر أفريقيا في وقت أبكر بكثير مما كان يُعتقد سابقًا. مليحة هي أيضًا موقع مدافن العصر الحجري الحديث وكذلك فترة أم النار، ويطلق اسمها على فترة مليحة الهلنستية (التي يشار إليها الآن بشكل أكثر شيوعًا باسم "ما قبل الإسلام")، بدءًا من 300 قبل الميلاد فصاعدًا. تتميز بالمجمع المحصن الواسع النطاق، "حصن مليحة"، الذي اكتشف في أواخر التسعينيات، ويُعتقد أنه ربما كان مقرًا لمملكة عربية جنوبية قديمة. كشفت الدراسات الحديثة (2017) باستخدام الرادار المخترق للأرض عن مباني وهياكل كبيرة غير منقبية من عصر PIR في المنطقة المحيطة بمليحة.
أقدم موقع دفن داخلي تأريخ إشعاعي في دولة الإمارات العربية المتحدة هو مقبرة واسعة النطاق في جبل البحيص. الموقع، تقع بالقرب من سيدتي، في الشارقة، وتتكون من مواقع دفن تمتد إلى الحجر، البرونز، العصر الحديدي وما قبل الإسلام عصور الاستيطان البشري في دولة الإمارات العربية المتحدة. تعود المدافن في جبل بحيص (جبل بالعربية للجبل) إلى الألفية الخامسة قبل الميلاد.

## عربي ذو وجهين
خلال فترة الذروة الجليدية، من 68000 إلى 8000 قبل الميلاد، يُعتقد أن شرق الجزيرة العربية كان غير صالح للسكن. تُظهر المكتشفات من العصر الحجري العربي ثنائي الوجه وثقافات العبيد (بما في ذلك السهم الحجري المعقود ورؤوس الفؤوس بالإضافة إلى فخار العبيد) السكن البشري في المنطقة من 5000 إلى 3100 قبل الميلاد. العتائق يُظهر السجل الجيولوجي أن فترة العرب ذات الوجهين/العبيد وصلت إلى نهاية مفاجئة في شرق شبه الجزيرة العربية وشبه جزيرة عمان في عام 3800 قبل الميلاد، مباشرة بعد مرحلة انخفاض البحيرة وبداية إعادة تنشيط الكثبان الرملية. لا يوجد دليل على وجود الإنسان في المنطقة منذ ما يقرب من 1000 عام، وهو ما يسمى "الألفية المظلمة". يُعتقد أن هذا يتوافق مع أنماط الحياة البشرية المتغيرة نتيجة لتغير المناخ: جف نبع اكتشفه في جبل بحيص في هذه المرحلة، وهو حدث متزامنًا مع اكتشافات مماثلة تشير إلى زيادة الجفاف في المناطق الداخلية من عُمان. في جميع أنحاء جنوب شبه الجزيرة العربية، فإن الأدلة على الاستيطان البشري الداخلي في الألفية الثالثة قبل الميلاد ضئيلة.

## الدور (أم القيوين)
أحد أهم المواقع الأثرية في دولة الإمارات العربية المتحدة هو موقع الدور، مدينة الشرق الأدنى القديم الواقعة في أم القيوين. أحد أكبر المواقع في البلاد، وتبلغ مساحته حوالي خمسة كيلومترات، وتطل المستوطنة الساحلية على بحيرة البيضاء. لقد أُطلق عليها اسم "واحدة من أهم المدن المفقودة في شبه الجزيرة العربية". لقد كان اكتشفه فريق أثري عراقي لأول مرة عام 1973 ونقب عنه لأول مرة عام 1974. كشفت الحفريات اللاحقة عن أدلة على سكن الإنسان في فترة العبيد، والعصر الحجري، والعصر البرونزي، والعصر الحديدي، وفترة ما قبل الإسلام. خلال الفترة الأخيرة، يبدو أن المستوطنة كانت في قمة ازدهارها وكانت تلال المنطقة مغطاة بالكامل بعشرات المباني وآلاف المقابر المبنية بالحجارة. نقب في حوالي 500 من هذه المقابر، واكتشف مقتنيات جنائزية بما في ذلك أوعية الشرب، زجاج روماني، وأسلحة، وفخار، ومجوهرات وأشياء عاجية. يُعتقد أن هناك حوالي 20000 مقبرة موجودة بالموقع إجمالاً. وبالمثل، تمتد مقبرة جبل بحيص على فترة رائعة، مع وجود مدافن واضحة تعود إلى الألفية الخامسة قبل الميلاد، بينما تمثل مليحة أيضًا مستوطنة بشرية يعود تاريخها إلى حوالي 7000 عام.

## فترة حفيت

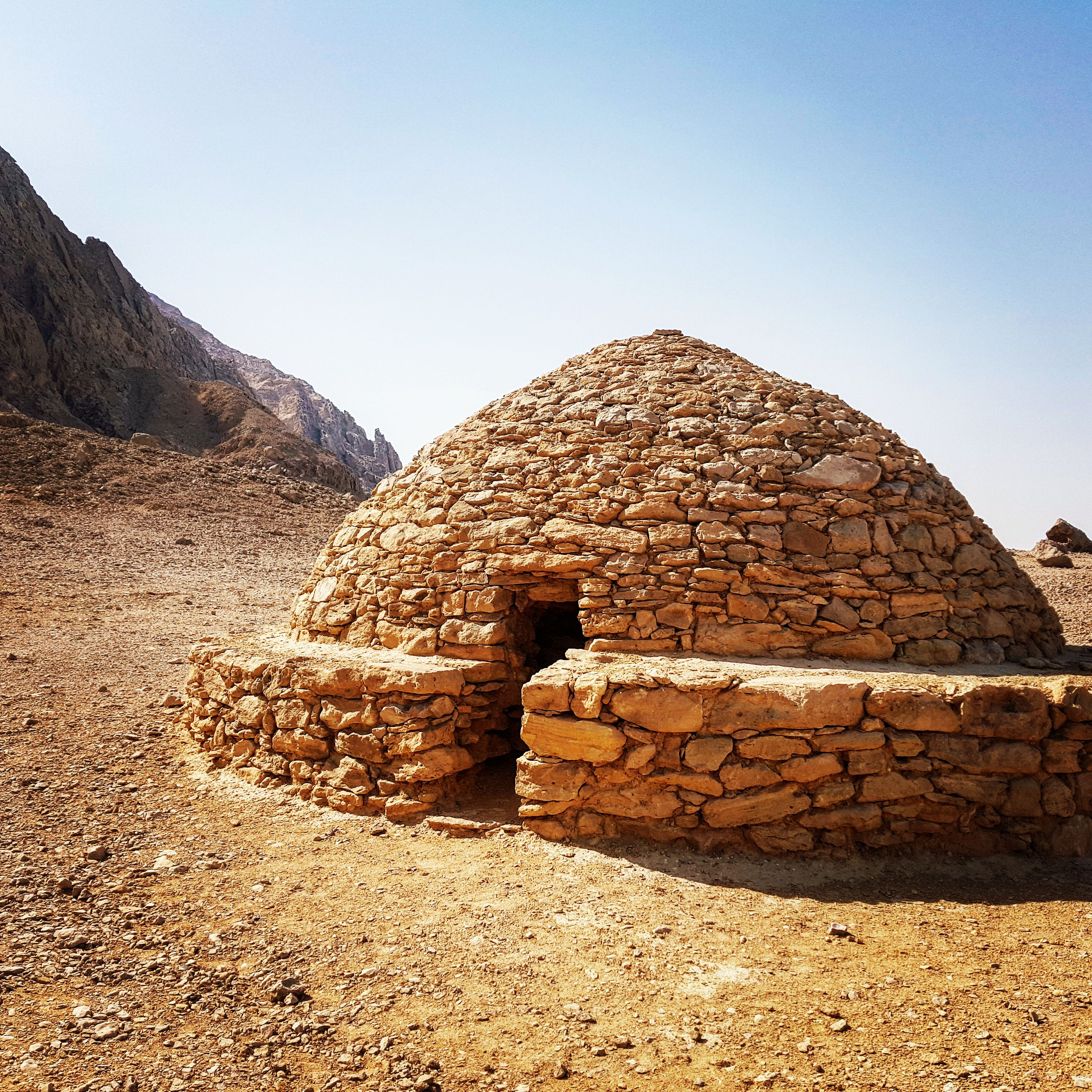
مقبرة خلية النحل من فترة حفيت في جبل حفيت.

تتميز فترة حفيت (وتسمي على اسم) مقابر "خلية النحل" المميزة التي اكتشفت لأول مرة حول منطقة جبل حفيت في العين. تحدد هذه الفترة الاستيطان البشري المبكر للعصر البرونزي في الإمارات العربية المتحدة وعمان في الفترة من 3200 إلى 2600 قبل الميلاد. كما عثر على مقابر وبقايا فترة حفيت في جميع أنحاء الإمارات العربية المتحدة وعمان في مواقع مثل بدع بنت سعود، جبل البحيص والبريمي في الإمارات والمواقع الأثرية في بات والخطم والعين في عمان.
يُنسب الاكتشاف الأول لمقابر عصر حفيت إلى عالم الآثار الدنماركي بيتر فيلهلم جلوب من متحف موسجارد (الذي قام أيضًا بالتحقيق في أم النار) في عام 1959، وإجرى أول عملية تنقيب من بين العديد من هذه الحفريات بعد بضع سنوات. الكشف عن بقايا حوالي 317 قبرًا حجريًا دائريًا ومستوطنات من فترة حفيت، بالإضافة إلى الآبار وأنظمة الري تحت الأرض جزئيًا "الأفلاج"، وإنشاءات من الطوب اللبن مخصصة لمجموعة من الأغراض الدفاعية والمنزلية والاقتصادية. توفر واحة العين، على وجه الخصوص، دليلاً على البناء وإدارة المياه التي مكّنت من التطوير المبكر للزراعة لمدة خمسة آلاف عام، حتى يومنا هذا.
تُظهر الاكتشافات الفخارية في مواقع فترة حفيت روابط تجارية مع بلاد ما بين النهرين، المتاخمة لفترة عصر جمدة نصر (3100–2900 قبل الميلاد). هناك أدلة على الروابط التجارية مع بلاد ما بين النهرين وجدت أيضًا في فترات أم النار ووادي سوق من تاريخ الإمارات العربية المتحدة.

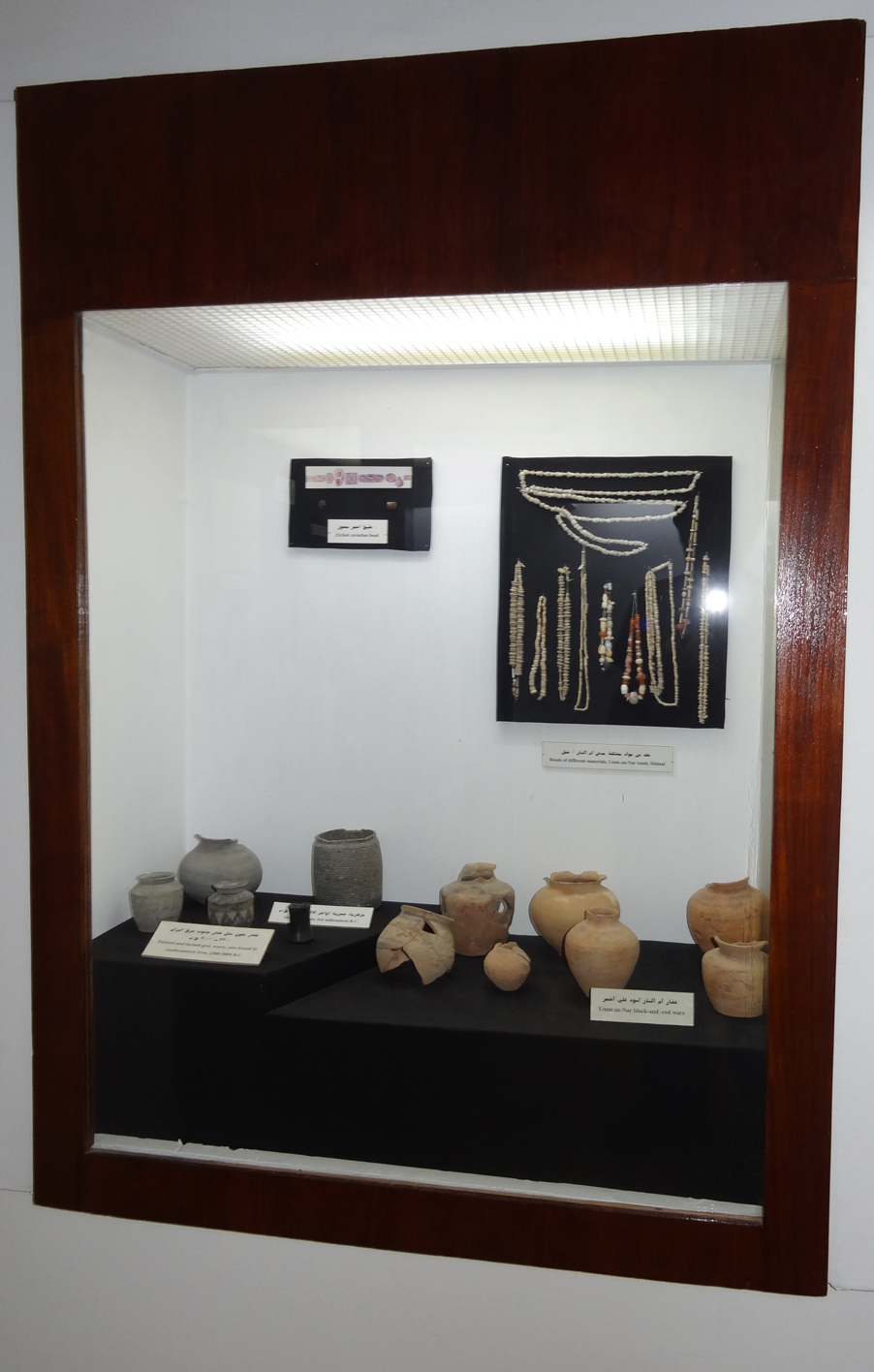
معروضات من فترة أم النار في متحف رأس الخيمة

## فترة أم النار
تمتد فترة العصر البرونزي أم النار في الفترة من 2600 إلى 2000 قبل الميلاد. الاسم مشتق من الحفريات الأولى التي تمت في جزيرة أم النار على ساحل أبوظبي في عام 1959. وتميزها المقابر الدائرية المميزة لفترة أم النار عن فترة حفيت السابقة، بالإضافة إلى اكتشافات اللون الأسود المميز على الفخار المزخرف باللون الأحمر والمجوهرات المصنوعة من الأحجار الكريمة مثل العقيق، مصدرها وادي السند.

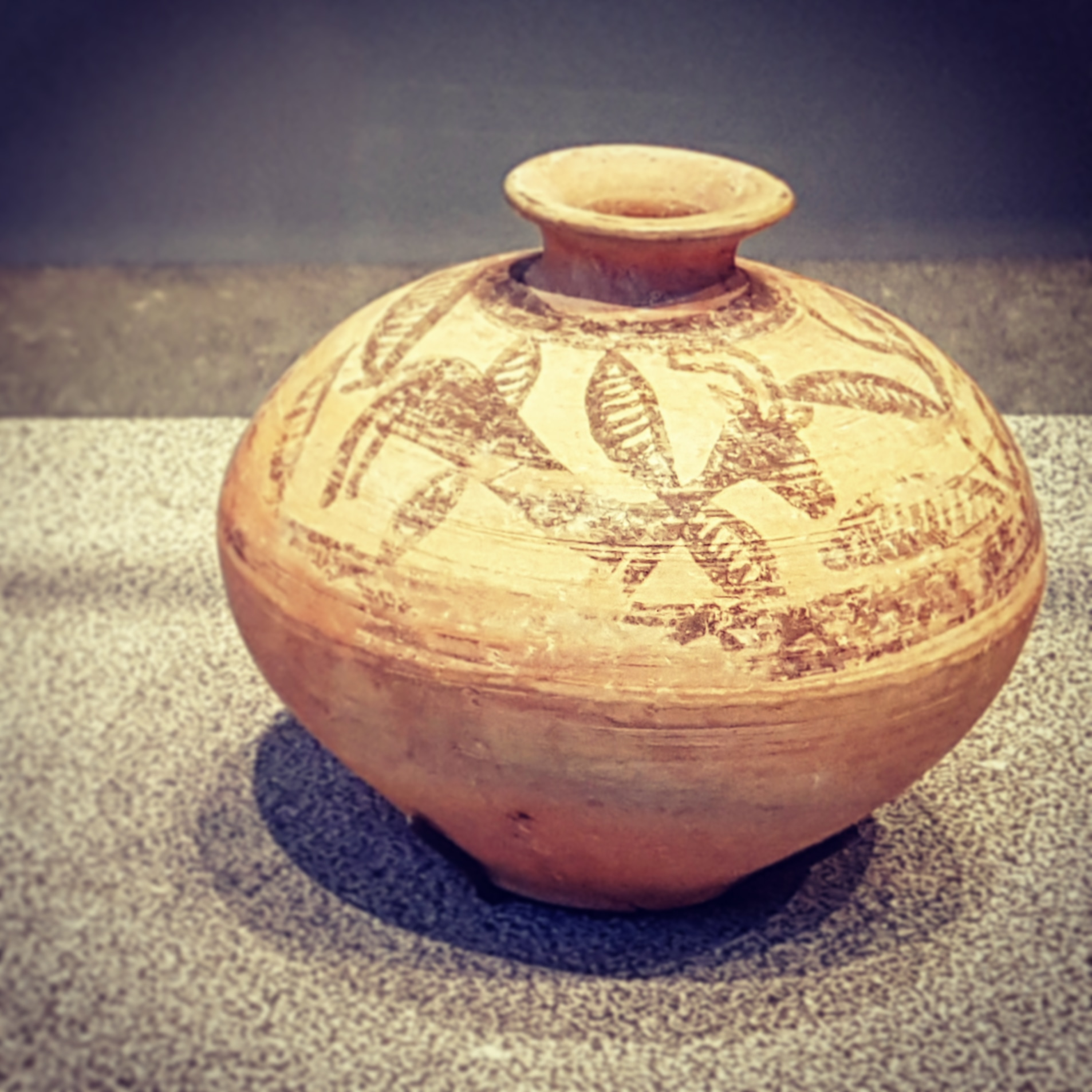
زجاجة من الطين من فترة أم النار معروضة في متحف اللوفر، أبو ظبي.

فحصت سبعة مقابر من إجمالي ثلاث وخمسين منطقة على أنقاض المستوطنة القديمة من قبل علماء الآثار الدنماركيين في موسم 1959. خلال زيارتهم الأولى، تعرفوا على عدد قليل من الحجارة المكشوفة التي ركبت معًا في بعض التلال الحجرية. في العام التالي، بدأت عمليات التنقيب الأولى في أحد التلال الموجودة على الهضبة، والتي تسمى الآن القبر الأول. وشمل موسمان آخران (1960 و1961) حفر المزيد من المقابر، في حين حفرت المزيد من المقابر في المواسم الثلاثة الأخيرة (1962-1963، 1964 و1965). مخصص لفحص المستوطنة.
توقفت الحفريات الدنماركية في أم النار عام 1965 لكن العمل استؤنف عام 1975 من قبل فريق أثري من العراق. وخلال التنقيبات العراقية التي استمرت موسماً واحداً، حفرت خمس مقابر وفحص جزء صغير من القرية. بين عامي 1970 و1972، قام فريق ترميم عراقي برئاسة شاه السيواني، العضو السابق لمدير الآثار في بغداد، بترميم و/أو إعادة بناء الآثار القديمة.أنيش المقابر المحفورة.
في موقع الصفوح الأثري بدبي، كشفت التنقيبات الأثرية بين عامي 1994 و1995 عن مقبرة دائرية من نوع أم النار يعود تاريخها إلى ما بين 2500 و2000 قبل الميلاد. أجرت بلدية دبي ومعهد سانيسيرا للآثار أعمال تنقيب في موقع العشوش بين نوفمبر 2015 ومايو 2016. واكتشف الموقع خلال موسمي المسح في 2002-2003 بعد الاكتشاف من المركز المعدني المجاور للعصر الحديدي ساروق الحديد، ويقع على بعد 8 كم من ذلك الموقع.

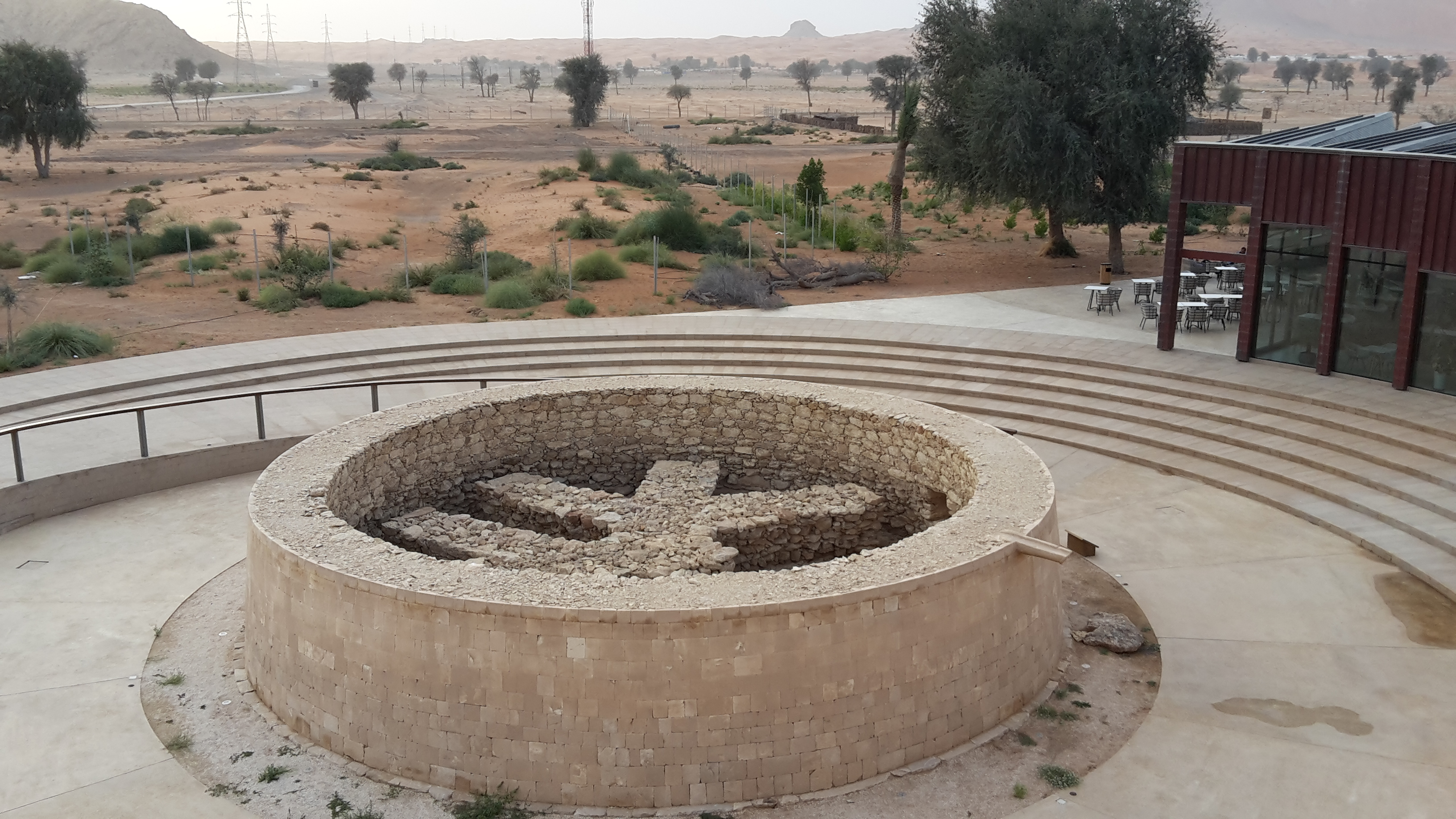
مقبرة أم النار في مليحة

حددت المسوحات التي أجرتها بلدية دبي ودائرة الآثار الأردنية في المنطقة 33 موقعًا أثريًا يتراوح تاريخها من عصور ما قبل التاريخ إلى أواخر العصر الإسلامي. في عامي 2006-2007، إجريت تحقيقات أثرية أكثر تفصيلاً لمنطقة العشوش، بما في ذلك المسح والتنقيب وأخذ العينات الجيولوجية.
في تل أبرق، بدأت المستوطنات المرتبطة ببداية ثقافة أم النار ج. 2500 قبل الميلاد. تشير الاكتشافات في شمل والدر أيضًا إلى فترة انتقالية بين فترة أم النار وفترة وادي سوق التالية. تعتبر الحفريات في شمال، وخاصة تلك التي تمت في منتصف الثمانينيات من قبل فريق من جامعة غوتينغن في ألمانيا، مهمة لأنها قدمت أدلة مبكرة على فترة "وادي سوق"، بما في ذلك اكتشافات الفخار. والأواني الحجرية الناعمة والأسلحة والخرز البرونزية والنحاسية التي أصبحت تعتبر نموذجية للفترة ج. 2000–1300 قبل الميلاد في الإمارات العربية المتحدة.

## فترة وادي سوق

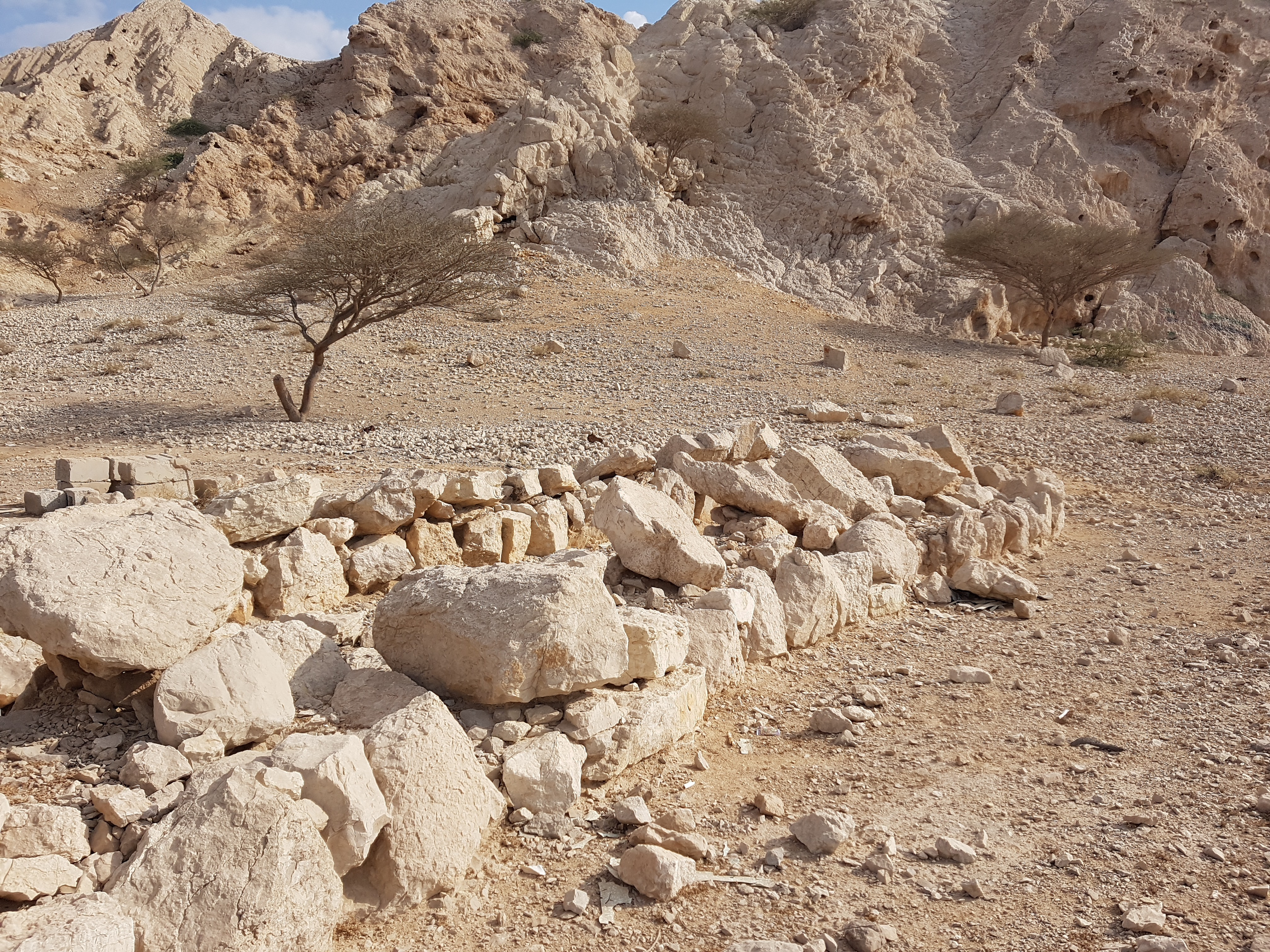
مدفن وادي سوق في شمل، رأس الخيمة

ازدهرت ثقافة وادي سوق في الفترة من 2000 إلى 1300 قبل الميلاد. تأخذ اسمها من وادي، أو ممر مائي، شرق صحار في عمان. بدلاً من التحول الثقافي الزلزالي، فإن التغيير التدريجي في المجتمع البشري يتمحور حول أساليب أكثر تطوراً لتربية الحيوانات، وخاصة استئناس الجمل، بالإضافة إلى التغيرات في البيئات التجارية والاجتماعية المحيطة، التي حدثت بين أم فترات النار ووادي سوق. يُعتقد أن الانتقال بين أم النار ووادي سوق قد استغرق حوالي 200 عام وأكثر، حيث تظهر الاكتشافات في موقع وادي سوق المهم في تل أبرق في أم القيوين دليلاً على استمرارية مدافن أم النار. في واحة القطارة في العين، يُعتقد أن مقبرة وادي سوق الجماعية قد بنيت من الحجارة المستخرجة من مدافن أم النار السابقة.
تشير الأدلة على زيادة التنقل بين السكان إلى تغير تدريجي في العادات البشرية بدلاً من التغيير المفاجئ والمواقع المهمة في عصر وادي سوق مثل كما يُظهر تل الأبرق والدر وسيح الحرف وشمل وكلباء تطورًا متزايدًا في المصنوعات النحاسية والبرونزية بالإضافة إلى الروابط التجارية شرقًا إلى وادي السند وغربًا إلى بلاد ما بين النهرين.
حدثت أيضًا تغييرات في شريكين تجاريين مهمين خلال هذه الفترة، مع سقوط مدينة بلاد الرافدين إلى عيلام في عام 2000 قبل الميلاد وتراجع وادي السند حضارة وادي السند الثقافة عام 1800 ق.م. هجر ميناء أم النار في هذا الوقت تقريبًا.
نقب في موقع وادي سوق في سيح الحرف في رأس الخيمة لأول مرة من قبل فريق من جامعة درم، بقيادة ديريك كينيت، في ربيع عام 2013. ويتكون الموقع من سلسلة من 50 موقعًا للدفن، اثنان منها مهددان بشكل مباشر بتطوير الطرق، ومقبرة على شكل حدوة حصان بطول 18 مترًا ومقبرة على شكل حرف W. كلاهما كانا مقابر جماعية. كما تأثرت عشرة معالم محفورة أخرى بتطوير الطريق. على الرغم من أن الموقع كان مهددًا بتطوير الامتداد الشمالي للطريق الشرياني طريق الإمارات (E611)، مع المقترحات المطروحة لتعديل تطوير الطريق لتجنب الإضرار بالموقع، مضي قدمًا في مشروع الطريق.

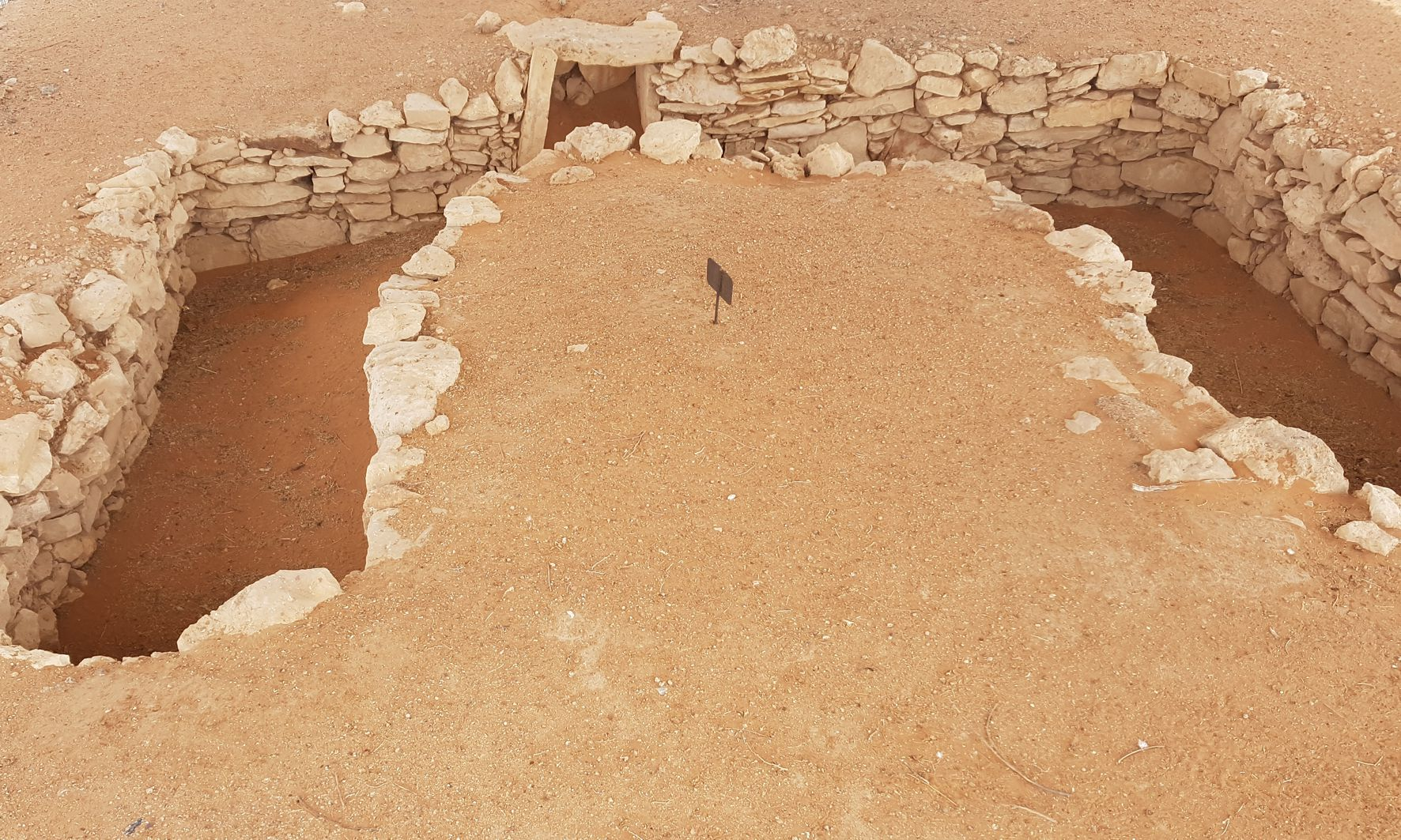
مدفن وادي سوق بجبل بحيص

اكتشف عدد من اكتشافات وادي سوق والعصر الحديدي في قرية البثنة في الفجيرة، وقد نقب عنها لأول مرة من قبل المؤسسة السويسرية ليختنشتاين للبحوث الأثرية في الخارج (SLFA) بين عامي 1987 و1991 برئاسة الأمير هانز آدم الثاني من ليختنشتاين، وبإدارة ميدانية من قبل بيير كوربود، أجرى فريق SLFA عدة مواسم من المسح في المنطقة الداخلية الجبلية في الفجيرة، بما في ذلك الحفريات في بثنة، حيث كشفت عن موقع مقبرة جماعية بالإضافة إلى عدد من اكتشافات العصر الحديدي. وقد أجريت أيضًا حفريات بواسطة فرق من جامعة جنيف والمركز الوطني الفرنسي للبحوث. عثر على اكتشافات مهمة في العصر الحديدي في جميع أنحاء المنطقة، بما في ذلك عدد من نقوش ما قبل التاريخ.

## العصر الحديدي
من 1200 قبل الميلاد حتى ظهور الإسلام في شرق الجزيرة العربية، عبر ثلاثة عصور حديدية مميزة (العصر الحديدي الأول، 1200–1000 قبل الميلاد؛ العصر الحديدي الثاني، 1000–600 قبل الميلاد والعصر الحديدي الثالث 600–300 قبل الميلاد) وفترة مليحة الهلنستية ( 300 قبل الميلاد فصاعدًا)، احتلت المنطقة بأشكال مختلفة من قبل الأرشمينية وقوات أخرى وشهدت بناء مستوطنات محصنة وتربية واسعة النطاق بفضل تطوير الفلج النظام (ويسمى أيضًا القناة). استشهدت بالاكتشافات المبكرة للأفلاج، وخاصة تلك الموجودة حول مدينة العين الصحراوية، باعتبارها أقدم دليل على بناء هذه الممرات المائية. من المعتقد القريبة بدع بنت سعود أصبحت موقعًا مهمًا خلال العصر الحديدي، سواء باعتبارها محطة للقوافل أو كمجتمع مستقر من المزارعين الذين استخدموا نظام الري "الأفلاج" هناك. اثنان من هؤلاء حفرت ممرات الري جزئيًا في بدع بن سعود، مع بقاء عدد من الأقسام في حالة معقولة. وفي إحدى عمليات التنقيب، اكتشفت عدد من فتحات الأعمدة المبطنة بالحجر الرملي، بالإضافة إلى نقطة وصول مدرجة تحت الأرض وصهريج كبير مفتوح. دليل على ما سبق طعثر أيضًا على أرض مروية في الموقع.
قدمت مراكز العصر الحديدي المهمة في دولة الإمارات العربية المتحدة ثراءً غير عادي في الاكتشافات لعلماء الآثار، ولا سيما المركز المعدني المذهل في ساروق الحديد في ما يعرف اليوم بـ دبي. تشمل مستوطنات العصر الحديدي المهمة الأخرى في البلاد الثقيبة، السيدة، بدع بنت سعود، الدور، وتل الأبرق.

### العصر الحديدي الأفلاج

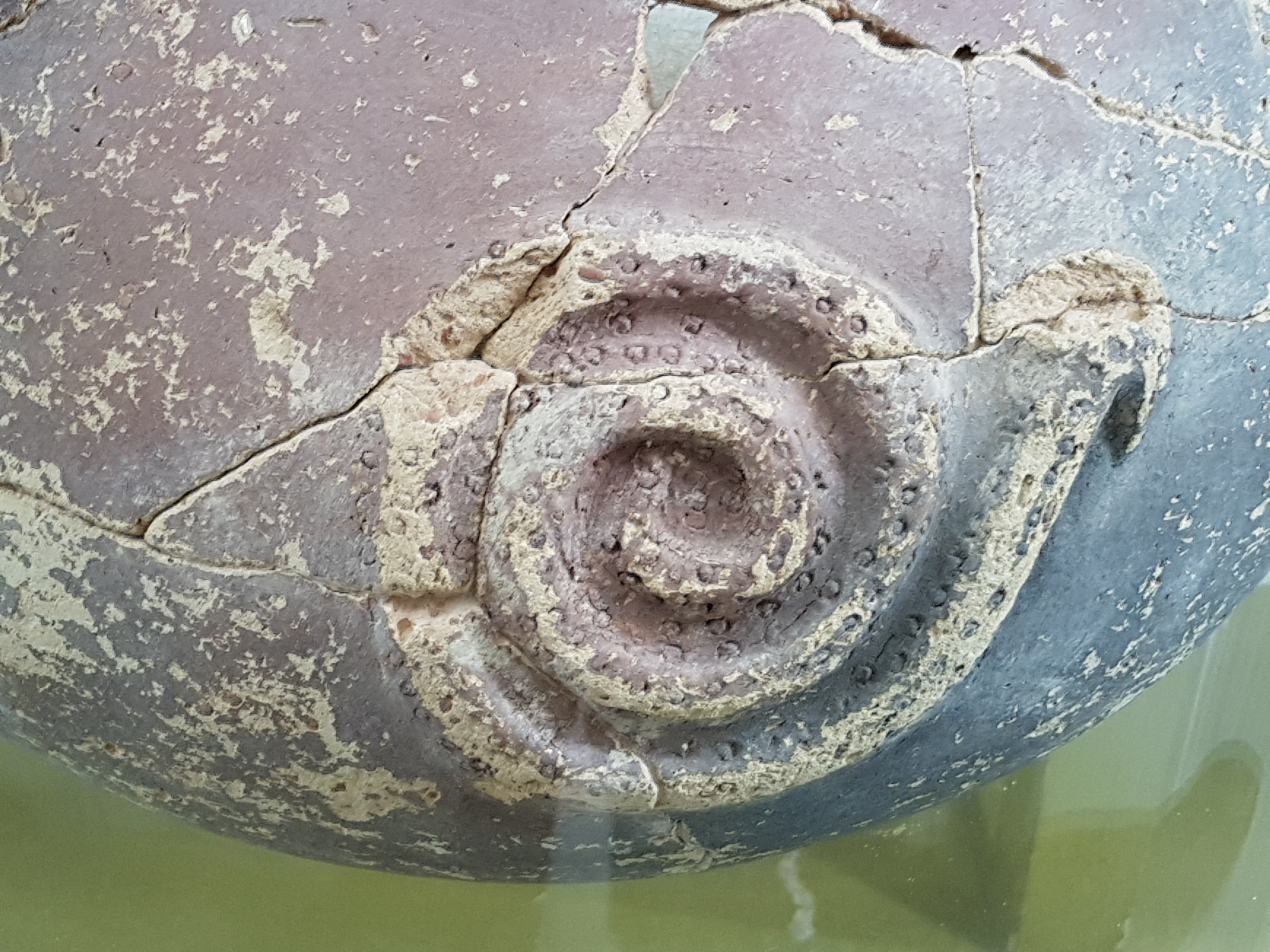
زخرفة ثعبان على إناء من الرميلة

وقد ربطت الاكتشافات الحديثة للفخار في ثقيبة والمدام تطور أنظمة المياه المبكرة للأفلاج (أو قناة) هناك وتاريخ العصر الحديدي الثاني، مما يزيد من إثبات إسناد ابتكار أنظمة المياه هذه. من أصل جنوبي شرقي عربي بناءً على الأعمال الأثرية الواسعة للدكتور وسيم التكريتي حول منطقة العين.
قدم التكريتي في عام 2002 بحثًا بعنوان "الأصل العربي الجنوبي الشرقي لنظام الأفلاج" أول نقطة مقابلة للرواية المقبولة منذ فترة طويلة، والتي تقول إن القناة نشأت في بلاد فارس وحدد على هذا النحو من خلال روايات الأفلاج. حملات الملك الآشورين، وسرجون الثاني، عام 714 ق.م. يستشهد التكريتي بهذا ويستشهد به أيضًا مؤرخ اليوناني في القرنين الثاني والثالث بوليبيوس باعتباره أساسًا للإسناد الأكاديمي للتكنولوجيا إلى بلاد فارس. ويلاحظ أن الأكاديميين مثل جي سي ويلكنسون (1977) يتبنون أصلًا إيرانيًا للتكنولوجيا تحت تأثير حوليات سرجون وبوليبيوس، ولكنها تشير إلى ما لا يقل عن سبعة أفلاج من العصر الحديدي (جمع لكلمة فلج). تستخدم للدلالة على الممرات المائية من هذا النوع في ( الإمارات العربية المتحدة) التي اكتشفها مؤخرًا في منطقة العين في الإمارات العربية المتحدة، وقد أرخت بالكربون بشكل موثوق ويعود تاريخها إلى بداية الألفية الأولى قبل الميلاد. يوجد ايضا بالعصر الحديدي في الإمارات العربية المتحدة إضافة إلى اكتشافات الأفلاج في مدينة العين بتكريت أشارت إلى أعمال تنقيب في المدام، والشارقة، قام بها الفريق الأثري الفرنسي العامل هناك، وكذلك الفريق الأثري الألماني العامل في ميسر، في عمان. يبذل التكريتي قصارى جهده للإشارة إلى أنه، على الرغم من فترة طويلة الجهود المستمرة منذ القرن التاسع عشر للتنقيب عن أنظمة القنوات في إيران، ولم يعثر على أي دليل على أي قنوات من هذا القبيل يعود تاريخها إلى ما قبل القرن الخامس قبل الميلاد. ويخلص إلى أن التكنولوجيا نشأت في جنوب شرق شبه الجزيرة العربية ومن المحتمل أنه نقل إلى بلاد فارس، على الأرجح بعد غزو الساسانية لشبه جزيرة عمان.
وحذا آخرون حذو التكريتي. في عام 2016، أكد ريمي بوشرلات في ورقته البحثية "القناة والفلج: ابتكارات متعددة المراكز ومتعددة الفترات إيران والإمارات العربية المتحدة كدراسة حالة"، أن نسب التكنولوجيا إلى الإيرانيين في أوائل الألفية الأولى قبل الميلاد هو أمر غير مقبول. موقف لم يعد من الممكن الحفاظ عليه. ويؤكد أن التأريخ الكربوني للأفلاج في عمان والإمارات العربية المتحدة يعود إلى القرن التاسع قبل الميلاد بواسطة كليوزيو والأدلة على هذا التاريخ المبكر. المقدمة من التكريتي نهائية. بالإضافة إلى ذلك، يؤكد بوشارلات أنه لا يمكن تأريخ أي قناة إيرانية معروفة إلى فترة ما قبل الإسلام. يعتقد أنه يعود تاريخه إلى العصر الحديدي الثاني. اكتشف أفلاج الألفية الأولى أيضًا في منطقة المدام القريبة.

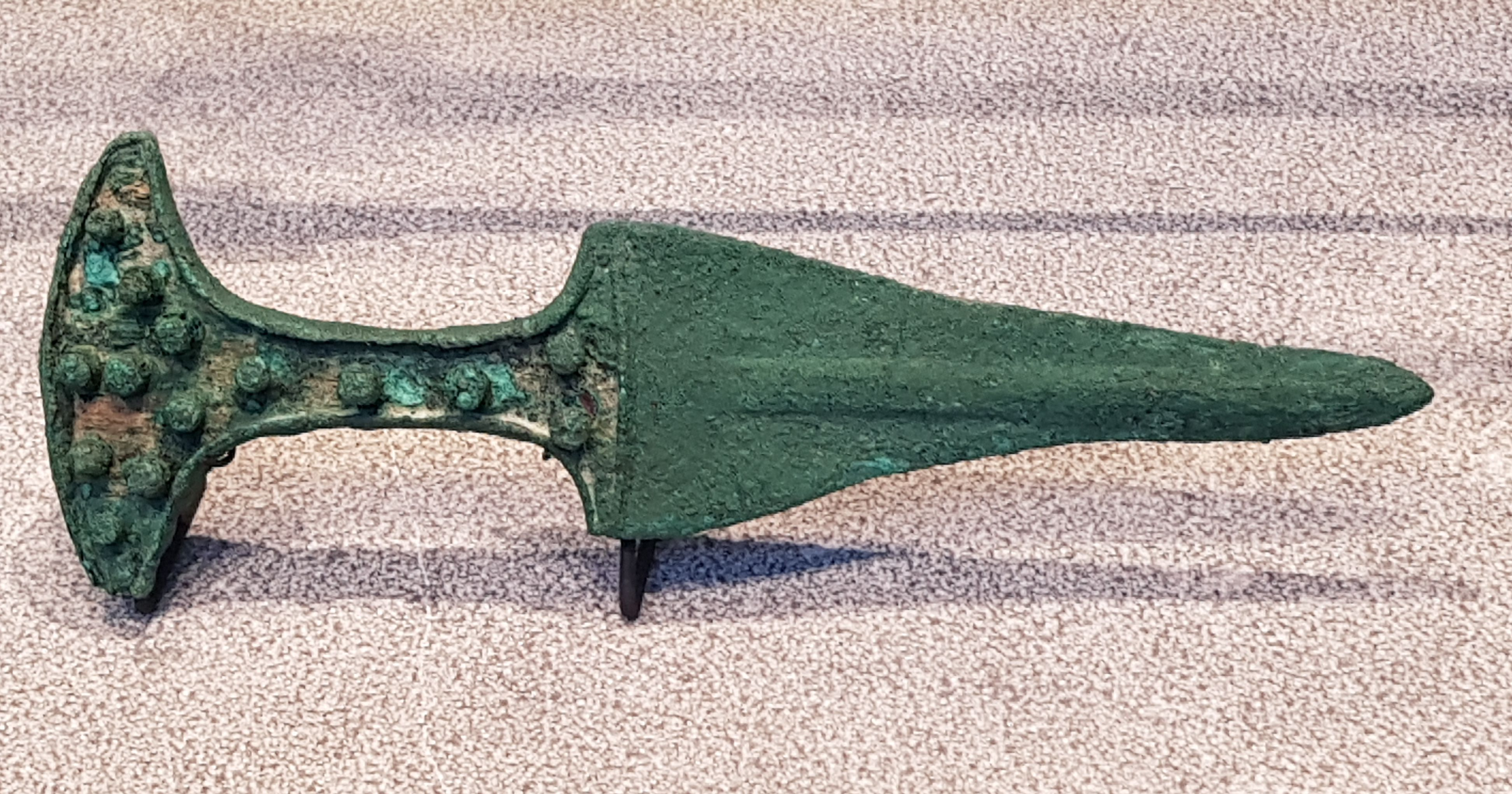
خنجر العصر الحديدي من القطارة

### مراسم الدفن
يُعتقد أن مدافن العصر الحديدي في جبل بحيص، وخاصة مجموعة المقابر المحددة بـ BHS 85، مرتبطة بموقع مستوطنة الثقيلة القريبة من العصر الحديدي. نقب في الموقع في الأصل بواسطة فرق من جامعة مدريد المستقلة في منتصف التسعينيات. يعود تاريخ ثقيبة إلى فترتي العصر الحديدي الثاني والثالث (1100–400 قبل الميلاد). مستوطنة تتكون من عدد من المنازل وبئر، وقد ارتبطت بنظام فلج القريب من العصر الحديدي، يعتقد أنه يعود تاريخه إلى العصر الحديدي الثاني. اكتشف أفلاج الألفية الأولى أيضًا في منطقة المدام القريبة.
يمتد موقع الرميلة في العين، مثل العديد من المواقع الأخرى في دولة الإمارات العربية المتحدة، لفترة طويلة مع اكتشافات تعود إلى فترة أم النار، ولكنه يظهر ازدهارًا خلال العصر الحديدي. تشتمل الاكتشافات في الرميلة على فخاريات مميزة مزينة بـ أنماط الثعابين، على غرار الاكتشافات في القصيص، مسافي والعصرين الحديدي والبرونزي الرئيسيين؛ مركز الإنتاج المعدني في ساروق الحديد، بالإضافة إلى الكلوريت أواني مزينة بسلاحف تتناوب مع الأشجار، على غرار اكتشافات من قدفع في الفجيرة، القصيص في دبي والحجر في البحرين. كما انتشل عدد من السيوف ورؤوس الفؤوس من العصر الحديدي، بالإضافة إلى قوالب أختام مميزة، من الموقع. كما عثر على عدد من رؤوس السهام البرونزية في الموقع. تعتبر مباني العصر الحديدي الموجودة في الرميلة نموذجية لتلك الموجودة في المنطقة، في مواقع العصر الحديدي الأول والثاني مثل الثقية ومويلح، مع عدد من المساكن المتتالية، على الرغم من افتقارها إلى الجدران المحيطة الموجودة في الثقيلة. توفر القاعة ذات الأعمدة في الرميلة رابطًا إضافيًا إلى مويلح، بينما عثر على عدد من الأختام الهرمية في وجدت الرميلة صدى لأشياء مماثلة اكتشفها في بدع بنت سعود.
أحد أهم مواقع العصر الحديدي في الإمارات العربية المتحدة هو موقع مويلح، الذي يقع في ضاحية الجرينة بالشارقة، بالقرب من المدينة الجامعية بالشارقة. مستوطنة كبيرة محصنة يعتقد أنها كانت مأهولة خلال العصر الحديدي الثاني (1100-600 قبل الميلاد)، وقد استكشف الموقع من قبل علماء الآثار منذ أن عرف على مويلح لأول مرة في المسح الذي أجرته البعثة الفرنسية إلى الإمارات العربية المتحدة في عام 1989، ونقب فيها. بواسطة بعثة أسترالية بدأت العمل هناك عام 1994 بعد اكتشاف قطع فخارية من قبل أحد السكان المحليين. وقد أسفر ذلك عن أقدم مثال معروف للكتابة عثر عليه حتى الآن في دولة الإمارات العربية المتحدة، وهو كسرة فخارية تحمل نقشًا، يُعتقد أنه سابئ، بالحروف 'bml'.

## ساروق الحديد

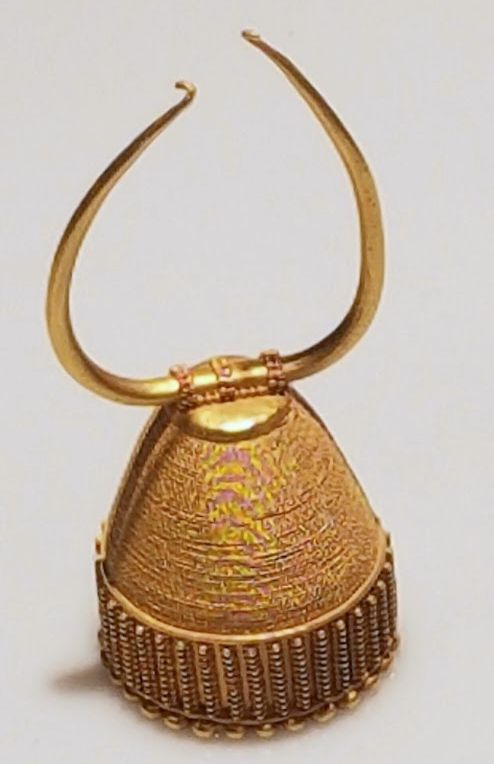
مجوهرات ذهبية من ساروق الحديد

كان موقع ساروق الحديد في الصحراء جنوب دبي مركزًا للسكن البشري المستمر والتجارة والتعدين من فترة أم النار (2600-2000 قبل الميلاد) إلى 1000 قبل الميلاد، عندما كان موقعًا رئيسيًا لصهر البرونز والنحاس والحديد. يمكن القول إن أهم فترة ازدهار فيها كانت كونها مركزًا للمعادن في فترة العصر الحديدي الثاني (1100-600 قبل الميلاد). وكان أحد آلاف الاكتشافات التي وثقت في الموقع عبارة عن خاتم ذهبي مزخرف، والذي أصبح مصدر إلهام لشعار إكسبو 2020 في دبي.
بعض الألغاز العديدة المحيطة بالموقع هي موقعه البعيد عن مصادر المياه أو الخام أو الحطب، وكلها عناصر مهمة لمركز تعديني. أدت وفرة التحف الفخارية والمعدنية إلى ظهور تكهنات بإمكانية تحديد الموقع كمركز عبادة الثعابين. وبشكل إجمالي، اكتشف أكثر من 12000 قطعة فريدة في الموقع. عرضت عدد من الاكتشافات الرئيسية للعامة في متحف ساروق الحديد للآثار بدبي في الشندغة، والذي يضم في مبنى تقليدي بارجيل (برج الرياح) شيد عام 1928 من قبل الشيخ جمعة بن مكتوم آل مكتوم.

## العصر الجاهلي الحديث
حدد علماء الآثار مؤخرًا نسبيًا التقسيم الطبقي لعصر ما قبل الإسلام (الذي كان يُشار إليه سابقًا باسم "الهلنستية") في علم الآثار الإماراتي إلى أربعة عصور ما قبل الإسلام الحديثة: بير أ (350 قبل الميلاد - 150 قبل الميلاد)؛ بير ب (150-0 قبل الميلاد)؛ بير سي (0 قبل الميلاد إلى 100م) وبير دي (100 م - 350 م). طبقت هذه التعريفات بشكل خاص على المواقع التي تحدث فيها مراحل ثابتة من الاحتلال والتعطيل في عصر ما قبل الإسلام وما بعد العصر الحديدي مثل مليحة في الشارقة وموقع الدر ذي الصلة في أم القيوين.

## اكتشافات ما بعد الإسلام

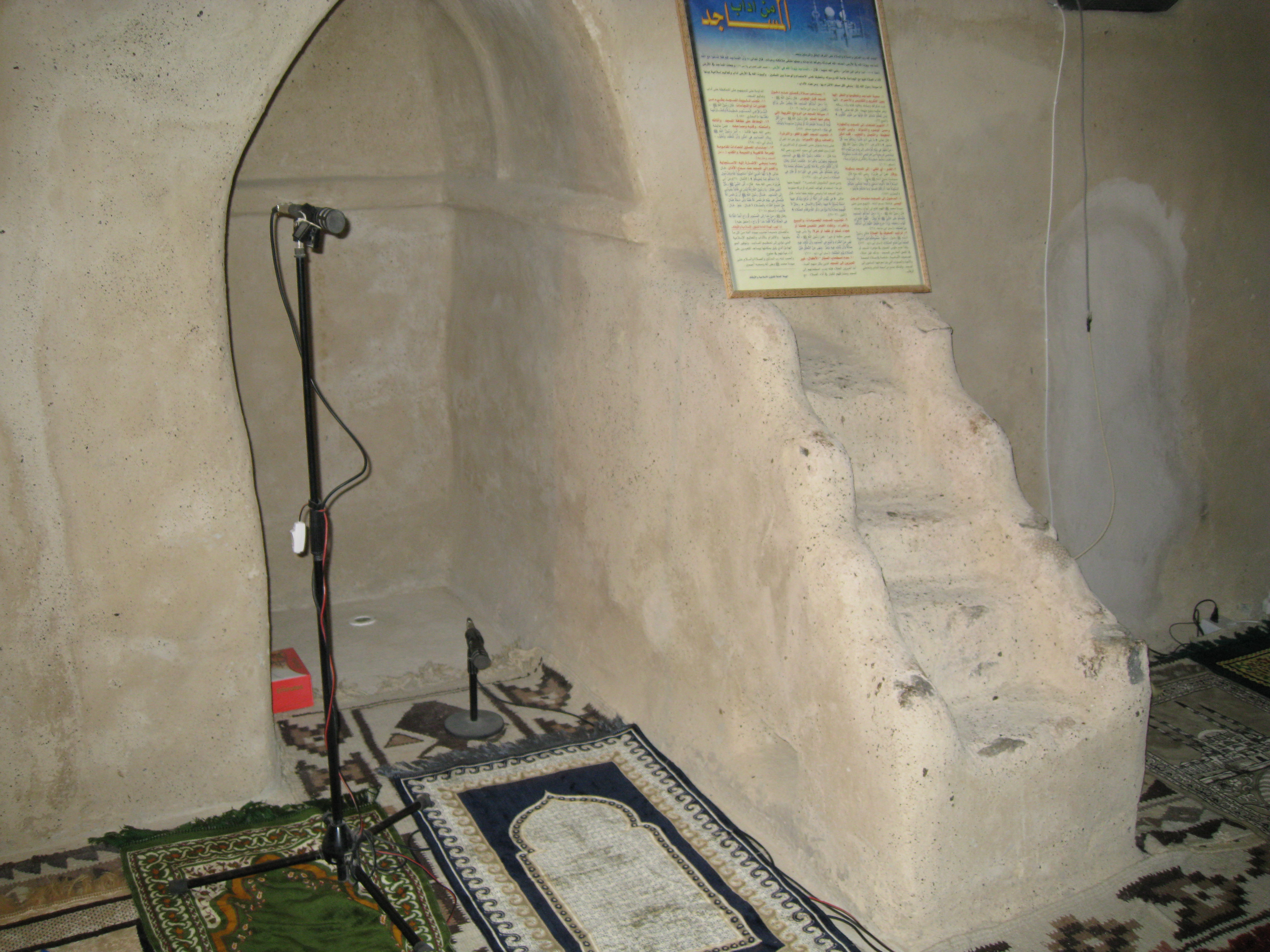
مسجد البدية

عمل علماء الآثار في مواقع عصر ما بعد الإسلام في جميع أنحاء دولة الإمارات العربية المتحدة، وخاصة في رأس الخيمة (مستوطنة جلفار الساحلية) والساحل الشرقي. على الساحل الشرقي، في الفجيرة، كانت قرية البدية محور عدد من عمليات الاستكشاف لمسجدها وبقايا حصن برتغالي اكتشفه في القرية فريق من علماء الآثار الأستراليين. تعرفوا على الحصن، الذي كان يسمى في الأصل "ليبيديا"، من خريطة تعود للقرن السادس عشر. شيد جدرانها باستخدام الصخور المستخرجة من برج قريب يعود تاريخه إلى الألفية الثالثة قبل الميلاد. هذه الجدران، التي يبلغ طولها حوالي 60 مترًا، متصلة في مربع به أبراج في كل زاوية، وتقف اليوم على ارتفاع يصل إلى متر. تشمل الاكتشافات في موقع الحصن فخارًا مصنوعًا محليًا يعود تاريخه إلى القرنين السابع عشر والثامن عشر، كما أن عينات الفحم المكتشفة كانت كربونية يرجع تاريخها إلى 1450-1600، في سياق الوجود البرتغالي في الخليج.
تاريخ بناء مسجد البداية غير مؤكد ولأن الهيكل المبني من الطين والحجر لا يستخدم الخشب، تأريخ بالكربون المشع غير ممكن. ويقدر أن تاريخه يعود إلى القرن الخامس عشر، ومع ذلك فقد اقترح بعض التقديرات السابقة. فحص الموقع من قبل مركز الفجيرة الأثري بالتعاون مع جامعة سيدني في الفترة من 1997 إلى 1998. وظهرت إدارة الآثار والتراث بالفجيرة مع الاستنتاج أنه من المعتقد أن المسجد بني عام 1446م، بالإضافة إلى برج المراقبة المطل على المسجد والقرية.

## أنظر أيضاً
- قائمة المستوطنات القديمة في الإمارات العربية المتحدة
- العصر الحديدي في الإمارات العربية المتحدة
- قائمة قلاع وحصون الإمارات
- قائمة متاحف الإمارات العربية المتحدة